# Opus Dei (album)
Az 1987-es Opus Dei a Laibach negyedik nagylemeze. Hallható rajta a Queen One Vision dalának német nyelvű feldolgozása, a Gebur einer Nation, valamint az osztrák Opus Live Is Life dalának két feldolgozása. Ezek közül az egyik német nyelvű (Leben heißt Leben), a másik angol (Opus Dei). A The Great Seal a Neue Slowenische Kunst himnusza.
További kapcsolatok is fellelhetők a Queen A Kind of Magic albumával. A Trans-National alatt hallható dob szinte teljesen megegyezik a Don't Lose Your Head-del, míg a How the West Was Won egyes elemeit a Gimme The Prize ihletett.
Az albumra az MTV is felfigyelt, és meghozta az együttes számára az első világ körüli turnét. Szerepel az 1001 lemez, amit hallanod kell, mielőtt meghalsz című könyvben.

## Az album dalai
|    | Cím                  | Szerző(k) | Hossz |
| -- | -------------------- | --------- | ----- |
| 1. | Leben heißt Leben    | Opus      | 5:28  |
| 2. | Geburt einer Nation  | Queen     | 4:22  |
| 3. | Leben - Tod          | Laibach   | 3:58  |
| 4. | F.I.A.T.             | Laibach   | 5:13  |
| 5. | Opus Dei             | Opus      | 5:04  |
| 6. | Trans-National       | Laibach   | 4:28  |
| 7. | How the West Was Won | Laibach   | 4:26  |
| 8. | The Great Seal       | Laibach   | 4:16  |

## Fordítás
Ez a szócikk részben vagy egészben az Opus Dei (album) című angol Wikipédia-szócikk ezen változatának fordításán alapul.  Az eredeti cikk szerkesztőit annak laptörténete sorolja fel. Ez a jelzés csupán a megfogalmazás eredetét és a szerzői jogokat jelzi, nem szolgál a cikkben szereplő információk forrásmegjelöléseként.